# Wladyslaw Wanat
Wladyslaw Andrijowytsch Wanat (ukrainisch Владислав Андрійович Ванат, wiss. Transliteration Vladyslav Andrijovyč Vanat; * 4. Januar 2002 in Kamjanez-Podilskyj, Oblast Chmelnyzkyj) ist ein ukrainischer Fußballspieler.

## Karriere

### Verein
Nachdem Wanat in der Jugend bis 2014 für DYuSSh-2 Kamjanez-Podilskyj aktiv gewesen war, wechselte er 2015 in die von Dynamo Kiew und durchlief dort die weiteren U-Mannschaften. Zur Saison 2019/20 ging er in den Kader der zweiten Mannschaft über. Nachdem er am letzten Spieltag der Saison 2020/21 in der ersten Mannschaft debütiert hatte, ging er fest in deren Kader zur Folgesaison über, wurde jedoch umgehend bis Ende Januar 2020 an Tschornomorez Odessa verliehen. Dort gehörte er zur Kernmannschaft und konnte diese Rolle dann auch zurück bei Dynamo einnehmen. Bei Dynamo bekam er auch Einsätze in der Europa League 2022/23. In den folgenden Jahren konnte sich der Stürmer als Leistungsträger der Mannschaft etablieren und wurde in der Saison 2023/24 mit 14 Toren in 27 Spielen sowie in der anschließenden Saison 2024/25 mit 17 Toren in 28 Spielen jeweils Torschützenkönig der Liga. 2025 gewann er mit der Mannschaft zudem die ukrainische Meisterschaft.

### Nationalmannschaft
Mit der ukrainischen U16 nahm Wanat an Freundschaftsspielen teil, mit der U17 folgten einige Qualifikationsspiele. Ab Mai 2021 war er für die ukrainische U21-Nationalmannschaft aktiv und nahm mit ihr an der U21-Europameisterschaft 2023 teil. Bei dem Turnier hatte er aufgrund einer Rotsperre, die er sich im zweiten Gruppenspiel einhandelte, lediglich zwei Einsätze und erreichte mit seinen Mitspielern das Halbfinale, in dem man mit 1:5 Spanien unterlag. Zwei Jahre später nahm er mit der U21-Auswahl erneut an der Europameisterschaft 2025 teil und kam dort bis zum Vorrundenaus der Mannschaft in allen drei Gruppenspielen zum Einsatz.
Sein Debüt in der A-Nationalmannschaft war am 12. Juni 2023 bei einem 3:3 im Freundschaftsspiel gegen Deutschland, als er zur 64. Minute für Artem Dowbyk eingewechselt wurde. Danach bestritt er noch vier weitere Partien innerhalb der Qualifikation für die Europameisterschaft 2024, die die Ukraine erfolgreich bestritt. Während der Endrunde des Turniers gehörte er ebenfalls dem ukrainischen Kader an und absolvierte dort eines der drei Gruppenspiele, ehe die Mannschaft aus dem Turnier ausschied.

### Erfolge
Im Verein
- Ukrainischer Meister: 2025

Persönlich
- Torschützenkönig der ukrainischen Premjer-Liha: 2024 (14 Tore), 2025 (17 Tore)